# Kurski Żleb

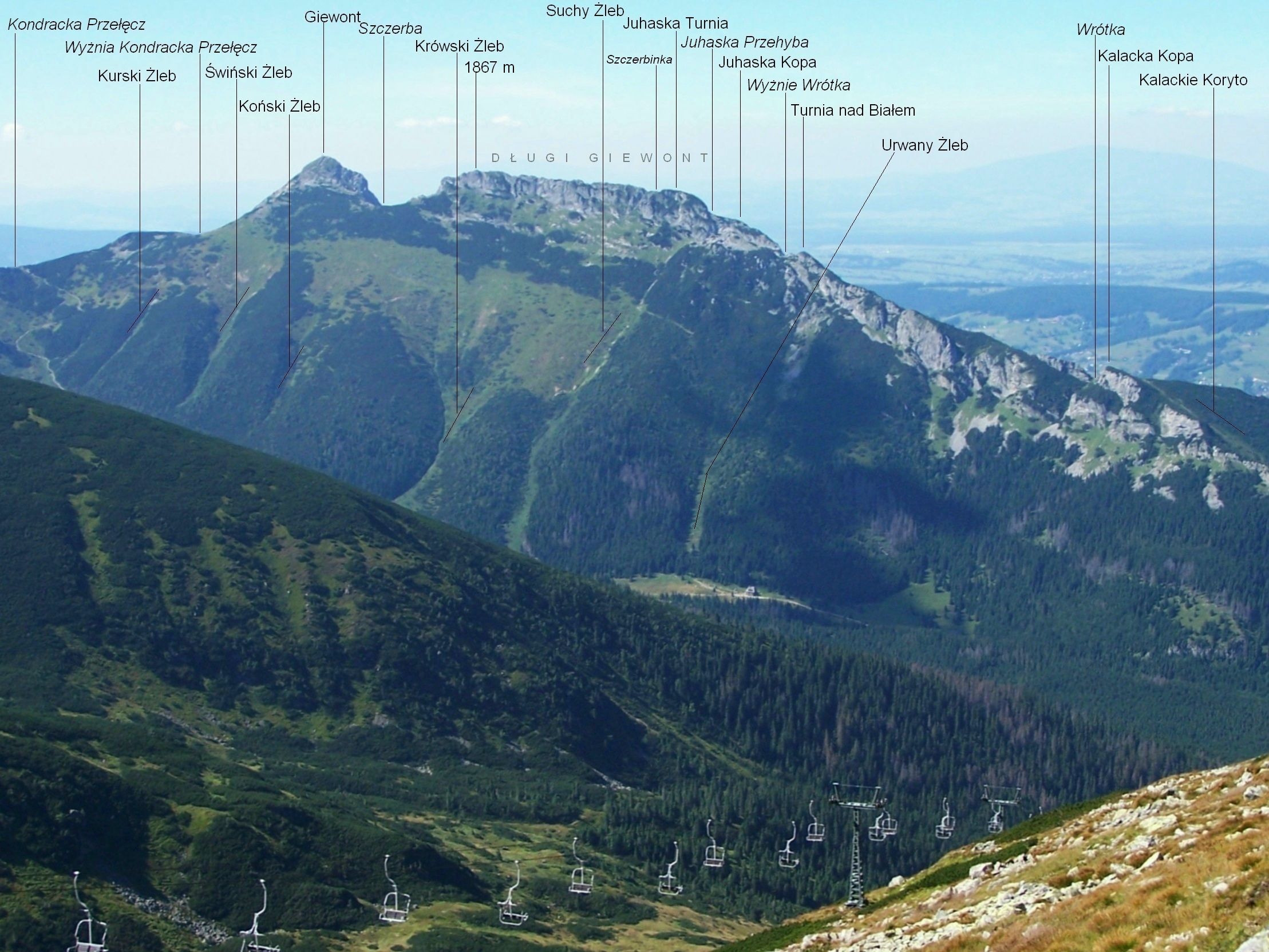
Widok na Giewont z Kasprowego Wierchu

Kurski Żleb – żleb na południowo-wschodnich, opadających do Doliny Kondratowej stokach Giewontu w Tatrach Zachodnich. Jego górny koniec znajduje się w dolnej części mało stromych w tym miejscu łąk Wielkiego Upłazu, w odległości kilkudziesięciu metrów od kolana szlaku turystycznego wiodącego na Kondracką Przełęcz. Żleb opada w kierunku południowym (z odchyleniem na wschód), przecina szlak turystyczny nieco poniżej źródełka z wodą i uchodzi do Piekła.
Kurski Żleb jest najmniejszym z nazwanych żlebów, które opadają z masywu Giewontu do Doliny Kondratowej. Jest też najdalej z tych żlebów wysunięty na zachód. Pozostałe, w kolejności od zachodu na wschód to: Świński Żleb, Koński Żleb, Krówski Żleb, Suchy Żleb, Urwany Żleb. Żleby te stanowią najdogodniejsze dojście z dna Doliny Kondratowej pod grań Giewontu, gdyż przez lawiny ogołocone są z chaszczy.